# Palau de Jelgava
El Palau de Jelgava (en letó: Jelgavas pils) és el més gran palau d'arquitectura barroca als països bàltics. Va ser construït en el segle xviii basat en el disseny de Francesco Bartolomeo Rastrelli com a residència dels ducs de Curlàndia a la seva capital, Mitau (avui Jelgava), Letònia. Els ducs de Curlàndia tenien un palau d'estiu proper anomenat Palau de Rundāle, també de l'arquitecte Rastrelli.
El palau va ser fundat per Ernst Johann von Biron el 1737 en una illa entre el riu Lielupe i els seus afluents. El lloc havia estat la residència dels antics ducs de Curlàndia de la dinastia Kettler i, abans d'això, un castell medieval que pertanyia als Cavallers Teutònics.